# 니케아 공방전
니케아 공방전 혹은 니카이아 공방전은 1097년 5월 14일부터 6월 19일까지 니케아에서 벌어진 포위전으로, 제1차 십자군의 첫번째 주요 전투였다. 당시 니케아를 지배하고 있던 셀주크 투르크의 수비군은 킬라지 아르슬란의 지원군이 격파되자 도시를 포위한 십자군에 스스로 항복하였다.

## 배경
니케아(Nicaea)는 이즈닉 호수(Lake İznik)의 동쪽 해안에 위치해 있다. 비잔티움 제국은 1077년에 셀주크 투르크에 의해 니케아를 빼앗겼고, 이후 룸 술탄국의 수도가 되었다. 1096년, 군중 십자군(People's Crusade)은 니케아 도시 주변을 약탈했지만 투르크 군대에 의해 전멸당했고, 이로 인해 술탄 킬리지 아르슬란 1세(Kilij Arslan I)는 두 번째 십자군(즉 제1차 십자군)을 그다지 위협적인 존재로 느끼지 않게 되었다. 그는 그의 가족과 금고를 니케아에 남긴 채 멜리테네(Melitene)의 지배권을 두고 다니슈멘드(Danishmends)와 싸우기 위해 동쪽으로 떠났다.

## 십자군의 공성전
1097년 4월 말, 십자군들은 콘스탄티노플을 떠나기 시작했다. 부용의 고드프루아(Godfrey of Bouillon)는 타란토의 보에몽(Bohemund of Taranto), 보에몽의 조카인 탕크레드(Tancred), 툴루즈의 레몽 4세(Raymond IV of Toulouse)와 그를 따르는 플랑드르의 로베르 2세(Robert II of Flanders), 은자 피에르(Peter the Hermit)를 포함한 군중 십자군의 생존자들, 그리고 Manuel Boutoumites의 소규모 비잔티움 병사들과 함께 처음으로 니케아에 도착했다. 그들은 5월 6일에 도착했고 식량난에 시달렸지만 보에몽이 육로와 수로를 통해 식량을 마련하게 되었다. 그들은 5월 14일부터 공성전에 돌입했는데, 200개의 탑으로 방어되어 있는 성벽의 각 부분들을 그들의 부대에게 나누어 맡겼다. 보에몽은 도시의 북쪽, 고드프루아는 동쪽, 레몽과 르퓌의 아데마르(Adhemar of Le Puy)는 남쪽에 진을 만들었다.

## 킬리지 아르슬란의 패배
5월 16일, 투르크 수비대는 바깥으로 기습 공격을 가했지만 접전 도중 200명의 병사를 잃고 패배했다. 투르크들은 킬리지 아르슬란에게 돌아와줄 것을 간청하는 메시지를 전했고, 그는 십자군들의 힘을 그제야 깨닫고서 황급히 돌아왔다. 선발대는 레몽과 플랑드르의 로베르와의 싸움에서 5월 20일, 5월 21일에 패했으며 십자군 부대는 밤늦게까지 이어진 총력전에서 클르츠를 패배시킨다. 양측 모두 손실이 심각했지만 결국엔 니케아의 투르크들의 간청에도 불구하고 술탄은 후퇴할 수 밖에 없었다. 나머지 십자군들은 남은 5월 동안 니케아에 도착했고 게일의 랄프(Ralph de Gael)와 동행한 노르망디 공작 로베르 2세와 블루아의 스테판(Stephen of Blois)도 6월 초에 도착했다. 그 동안 레몽과 아데마르는 수비대와 싸우기 위해 고나타스(Gonatas) 탑까지 닿을 거대한 시즈 엔진을 건설하는 한편 탑 아래에선 땅굴을 파고 있었다. 탑이 피해를 입긴 했으나 더 이상의 진전은 이루어지지 못했다.

## 비잔티움의 도착
비잔티움 황제 알렉시우스 1세(Alexius I)는 십자군과 동행하지 않고 그들 뒤에서 행군했으며 펠레카눔 근처에 진지를 만들었다. 그곳에서 그는 배를 보내 상륙하여 투르크에 의해 니케아로 식량 공급이 들어오는 지점인 이즈닉 호수를 봉쇄하던 십자군을 도왔다. 그 배들은 Manuel Boutoumites의 지휘 아래 6월 17일에 도착했으며 타티키오스(Tatikios) 장군과 2,000명의 병사들도 함께 보내졌다. 알렉시우스는 Boutoumites에게 십자군이 알지 못하게 비밀리에 도시를 항복시킬 협상을 시작하라고 지시했고, 타티키오스에겐 십자군과 함께 곧장 성벽을 공격하라고 지시했다. Boutoumites 역시 도시를 공격하는 체 했지만, 그것은 비잔티움이 전쟁을 통해 도시를 점령한 것처럼 보이게 하기 위함이었다. 이것은 성공했고, 6월 16일, 투르크는 Boutoumites에게 항복했다.
십자군은 도시에서 돈과 보급품을 약탈하기를 기대했지만, 알렉시우스가 한 일을 알게 되자 몹시 분노했다. 하지만 Boutoumites가 니케아의 지도자로 임명되었고, 10명이 넘는 십자군이 모이는 것을 금지했다. Boutoumites는 또한 단지 신뢰할 수 없다는 이유로 투르크 장군들을 축출했고 킬리지 아르슬란의 가족들을 몸값도 받지 않고 그냥 풀어주었다. 알렉시우스는 십자군에게 돈과 말, 그리고 다른 선물들을 주었지만 십자군들은 그것으로 만족하지 않았으며 만약 그들이 니케아를 스스로 점령했더라면 더 많은 것을 가질 수 있었을 것이라 믿고 있었다. Boutoumites는 십자군들이 알렉시우스에게 콘스탄티노플에서도 하지 않았던 충성의 맹세를 하기 전까진 니케아를 떠나도록 허락하지 않았다. 콘스탄티노플에서의 그랬던 것처럼, 탕크레드는 처음에는 거절했지만 끝내는 받아들였다.

## 영향
십자군은 6월 26일에 니케아를 떠났다. 보에몽, 탕크레드, 플랑드르의 로베르와 타티키오스가 선봉에 섰고 고드프루아, 볼로뉴의 보두앵, 스테판, 베르망두아의 위그(Hugh of Vermandois)가 뒤따라갔다. 타티키오스는 점령한 도시를 제국에 헌납할 것을 지시받았다. 그들의 자신감은 넘쳐났고, 스테판은 그의 아내 아델라(Adela)에게 5주 내로 예루살렘에 도착할 것 같다고 편지를 보냈다. 7월 1일에 그들은 도릴라이움 전투(Battle of Dorylaeum)에서 킬리지를 패배시켰고, 10월이 되자 안티오크(Antioch)에 도착했다. 그들은 니케아를 떠나고 2년이 지나고서야 예루살렘에 도착할 수 있었다.

## 소스
- Anna Comnena, Alexiad
- Fulcher of Chartres, Historia Hierosolymitana
- Gesta Francorum (anonymous)
- Raymond of Aguilers, Historia francorum qui ceperunt Jerusalem
- Hans E. Mayer, The Crusades. Oxford, 1965.
- Jonathan Riley-Smith, The First Crusade and the Idea of Crusading. Philadelphia, 1986.
- Steven Runciman, The First Crusaders, 1095-1131. Cambridge University Press, 1951.
- Kenneth Setton, ed., A History of the Crusades. Madison, 1969-1989 (available online 보관됨 2003-04-01 - 웨이백 머신).
- Warren Treadgold, A History of the Byzantine State and Society. Stanford, 1997.
- David Nicolle, The First Crusade 1096-1099: Conquest of the Holy Land, Osprey Publishing, 2003.
- John H. Pryor, Logistics of Warfare in the Age of the Crusades, Ashgate Publishing Ltd. 2006.